# Веслі Саїд
Веслі Саїд (фр. Wesley Saïd, нар. 19 квітня 1995, Нуазі-ле-Гран, Франція) — французький футболіст коморського походження, нападник «Ланса».

## Ігрова кар'єра

### Клубна
Веслі Саїд є вихованцем футбольної академії клубу «Ренн». В основі якого дебютував у серпні 2013 року у матчі Ліги 1. Та вже наступні сезони футболіст змушений був відправитися в оренду. Спочатку це був клуб Ліги 2 «Лаваль», а сезон 2015/16 Саїд провів в оренді у клубі «Діжон». Після завершення терміну оренди, нападник підписав з «Діжоном» повноцінний контракт на чотири роки.
Влітку 2019 року Саїд перейшов до «Тулузи», з якою за результатами сезони вилетів до Ліги 2.
У червні 2021 року Саїд перейшов до клубу Ліги 1 «Ланс», з яким підписав чотирирічний контракт. У січні 2023 року футболіст продовжив дію контракту з «Лансом» до 2026 року.

### Збірна
У 2012 році Веслі Саїд брав участь у юнацькому чемпіонаті Європи, де зіграв в усіх трьох матчах своєї збірної.